# Kulturforum

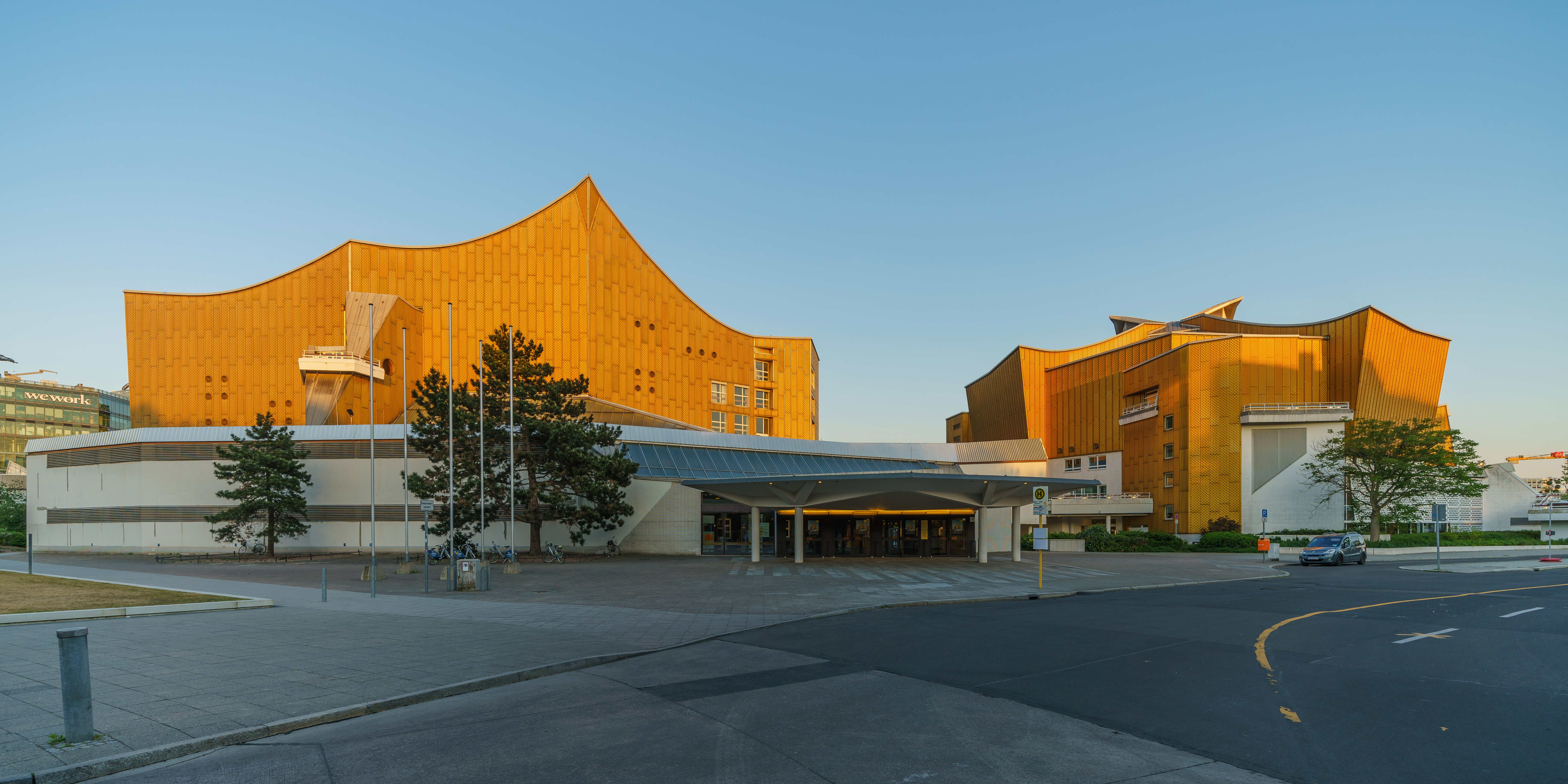
Berliner Philharmonie und Kammermusiksaal

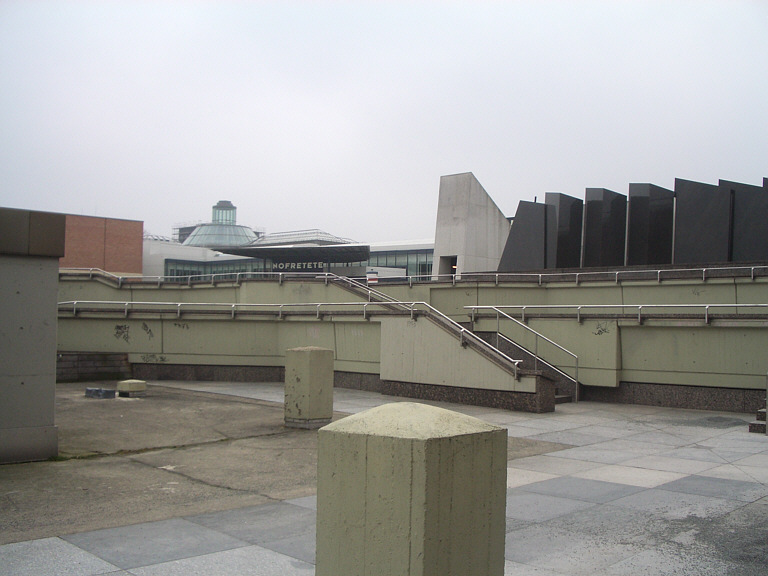
Kulturforum.

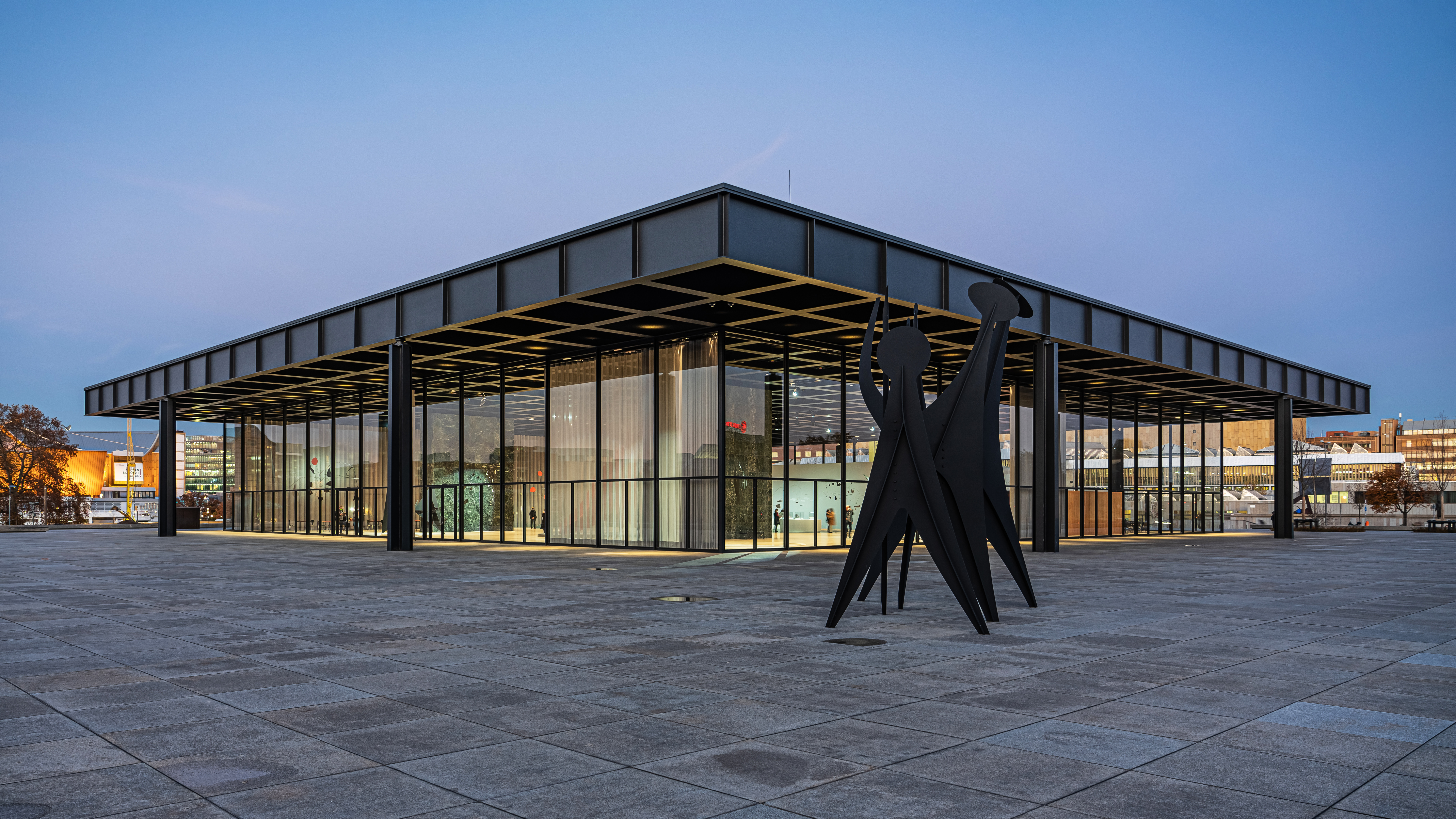
Neue Nationalgalerie

Kulturforum är ett område med kulturhus i stadsdelen Tiergarten i Berlin, vid Potsdamer Strasse mellan Landwehrkanal och Potsdamer Platz.

## Historia
Området var tidigare ett villaområde från Gründerzeit i slutet av 1800-talet. Den tyska regeringen under rev under nazitiden en del byggnader för att skapa Welthauptstadt Germania och andra byggnader förstördes under andra världskriget. Efter kriget kom endast den restaurerade St. Matthäuskirche att så kvar i ett ruinlandskap. År 1958 ledde tävlingen Hauptstadt Berlin till idén att där skapa ett kulturellt centrum för dåvarande Västberlin, sammanlänkat med Berlins historiska centrum i Östberlin genom ett så kallat kulturband i öst-västlig riktning. År 1959 beslöts att bygga Berliner Philharmonie, ritat av Hans Scharoun.  Åren 1965-68 tillkom Neue Nationalgalerie, ritat av Ludwig Mies van der Rohe.
Hans Scharoun vann också 1963-64 års tävling om ett nytt delstatsbibliotek och därmed skapades en vision om ett kulturforum. En resultatlös tävling om detta anordnades  1965-66. Rolf Gutbrod fick istället i uppdrag 1966 att skapa ett kulturforum med museer. 
Berlins och Tysklands enande 1989-90 skapade en ny situation för Kulturforum som mera centralt placerat i det återförenade Berlin.

## Byggnader i Kulturforum

### Museer
- Neue Nationalgalerie, 1965-68, ritat av Ludwig Mies van der Rohe
- Gemäldegalerie, 1998, ritat av Heinz Hilmer och Christoph Sattler
- Berliner Kupferstichkabinett
- Kunstgewerbemuseum, 1978, ritat av Rolf Gutbrod
- Musikinstrumenten-Museum, 1984, ritat av Edgar Wisniewski

### Evenemangsbyggnader
- Berliner Philharmonie, 1960-63, ritat av Hans Scharoun
- Kammermusiksaal, ritat av Hans Scharoun och Edgar Wisniewski

### Offentliga byggnader
- Staatsbibliothek zu Berlin, 1967-76, ritat av Hans Scharoun

## Fotogalleri

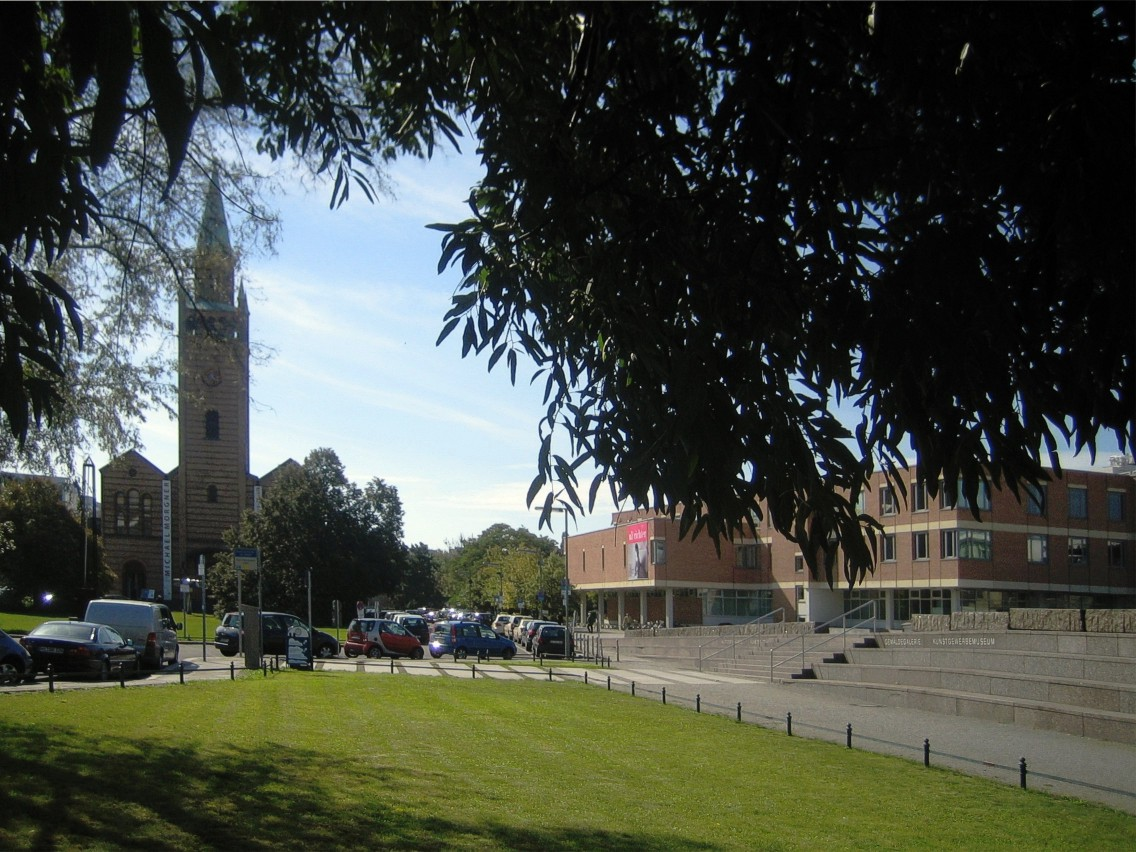
Blick mot Matthäuskirche (2007)
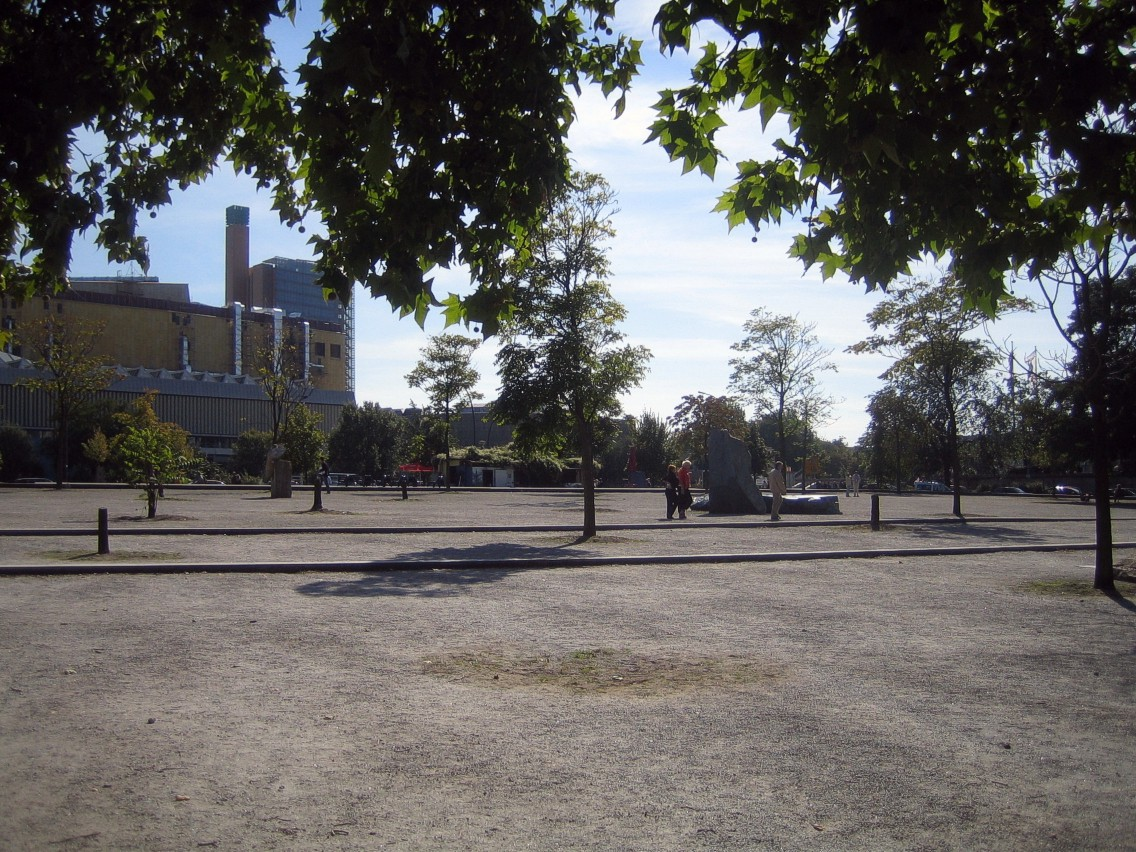
Den fria ytan  (2007)
Huvudingången till museerna (2018)
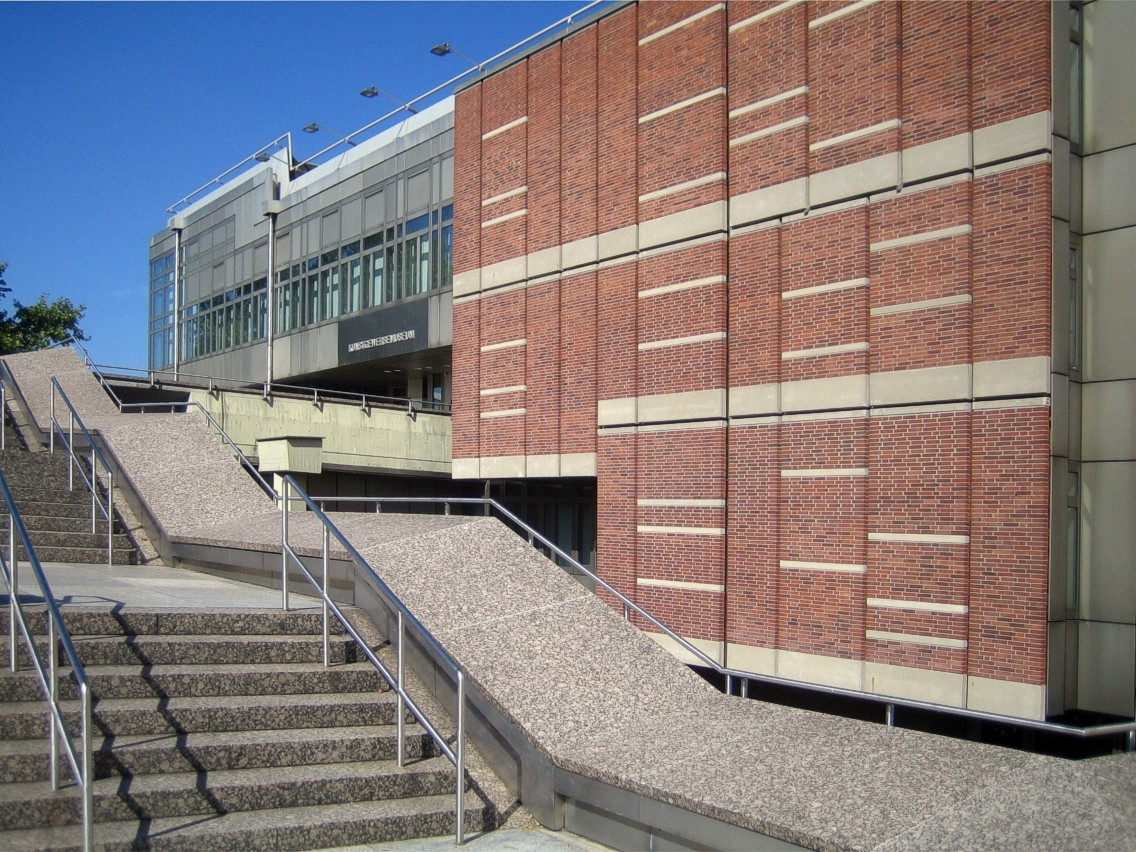
Uppgången till Kunstgewerbemuseum (2007)